# James Slattery
James Slattery (24 settembre 1958) è un ex calciatore britannico originario di Turks e Caicos, di ruolo centrocampista.

## Carriera

### Club
Ha cominciato la carriera nel 2003 con il KPMG United, militandovi per vari anni.

### Nazionale
Ha esordito in Nazionale nel 1999 (a 41 anni), disputando l'incontro valido per le qualificazioni ai Mondiali 2006 del 21 febbraio 2004 contro Haiti.